# Miljonen
Miljonen (franska: Le Million) är en fransk musikalfilm från 1931 i regi av René Clair. 

## Rollista i urval
- Annabella - Beatrice
- René Lefèvre - Michel Bouflette
- Jean-Louis Allibert - Prosper
- Paul Ollivier - Granpere Tulipe
- Constantin Siroesco - Ambrosio Sopranelli
- Raymond Cordy - Le Chauffeur De Taxi
- Vanda Greville - Vanda
- Odette Talazac - La Cantatrice
- Pedro Elviro - Le Regisseur
- Jane Pierson - L'Epiciere
- Andre Michaud - Le Boucher
- Eugene Stuber - Le Policier
- Pierre Alcover - Le Policier
- Armand Bernard - Le Chef D'Orchestre